# Mărginimea Sibiului

Mărginimea Sibiului pe harta Județului Sibiu

Mărginimea Sibiului (maghiară: Szeben-Hegyalja, germană Hermannstädter Randgebiet) este o zonă care include 18 localități din România aflate în partea de sud-vest a județului Sibiu din Transilvania, toate având o moștenire etnologică, culturală, arhitecturală și istorică unică.

## Poziționare
Zona este situată în imediata vecinătate a centrului culturii săsești din Transilvania - orașul Sibiu și are o arie de peste 200 km², fiind îngrădită de Râul Vadului la sud și râul Săliște la nord. Satele sunt situate la contactul dintre munte și depresiune, precum și pe văile râurilor care curg din Munții Cindrel prin platoul transilvan.

## Istoric
Cea mai veche așezare din zonă este atestată în anul 1204 sub numele Riuetel, aflată pe teritoriul de astăzi al Cisnădiei.  Urmează Tălmaciu (1318), Orlat (1322) și Săliște (1354). De-a lungul istoriei aceste așezări au fost în diverse momente feude acordate de regele Ungariei principilor Valahiei, împreună cu Țara Făgărașului. Un eveniment important în zonă a avut loc în secolul al XVIII-lea, când împărăteasa Maria Theresia a decis înființarea Regimentului 1 de graniță la Orlat.

## Populația

Bătrâni din Rășinari (înainte de 1915)

În Mărginimea Sibiului locuiește o populație preponderent românească. În general, principala ocupație istorică a populației a fost și este păstoritul, motiv pentru care se treceau, tot timpul, Munții Carpați, ceea ce a dus la menținerea unei legături între comunitățile românești aflate la sud, respectiv la nord de munți. Locuitorii zonei sunt numiți mocani, sau mărgineni.
Pentru evoluția demografică vezi secțiunea aferentă articolului județul Sibiu (interbelic).

## Descrierea zonei
Zona are o bogăție excepțională a obiceiurilor legate de diferite momente din viață. Și astăzi există obiceiul de a purta costumul popular tradițional - alb-negru cu o pălărie rotunjită purtată de bărbați la evenimentele importante. Pictura pe sticlă este o tradiție, în strânsă legătură cu introducerea manufacturilor de sticlă de către autoritățile imperiale austriece, tradiție receptată în secolul al XVIII-lea de Biserica Română Unită, apoi de Biserica Ortodoxă, care s-a reimpus în zonă. 
Arhitectura are influențe puternice săsești, cu case mari, impunătoare, cu o curte interioară închisă din toate părțile. Lemnul a fost materialul de construcție tradițional, dar în ultima sută de ani a fost însă înlocuit de cărămidă.
În sens larg, așa numita Mărginime extinsă mai cuprinde și localitățile populate de ungureni de la sud de Carpați, unde păstorii din sudul Transilvaniei s-au refugiat în secolele al XVII-lea, al XVIII-lea și al XIX-lea: Vaideeni (județul Vâlcea, una dintre cele mai conservatoare localități populate de ungureni), Novaci (județul Gorj) și Corbi (județul Argeș).
De asemenea, și zona Văii Sebeșului (care până în 1918 a aparținut comitatului Sibiu se încadrează din punct de vedere etnografic în zona Mărginimii.

## Atracții turistice
Cea mai veche biserică românească din zonă se află la Săliște, iar picturile din ea datează de la 1674. Alte biserici vechi sunt bisericile din lemn de la Poiana Sibiului - 1771, Fântânele (Cacova) - ridicată între 1772-1774 - și Tălmăcel - 1776.
În Rășinari și Săliște există câteva mici muzee ale satului și case memoriale. 
În Sibiel există un muzeu al icoanelor pictate pe sticlă, iar la Fântânele (Cacova) există, din anul 1995, un muzeu mixt (etnografic și de artă bisericească). 
Lângă Tilișca au fost descoperit urme ale civilizației dacice. Un alt muzeu se află la Sadu, locul în care a fost construită cea de-a treia uzină hidro-electrică din Europa.

## Personalități
- Emil Cioran, filosof
- Octavian Goga, poet și politician
- Inocențiu Micu-Klein, episcop unit
- Samuel Micu, corifeu al Școlii Ardelene
- Andrei Oțetea, istoric, academician
- Dumitru Roșca, istoric, academician
- Onisifor Ghibu, pedagog, politician, academician
- Ilie Șteflea, a fost un general și politician român, Șef al Marelui Stat Major în perioada 20 ianuarie 1942 - 23 august 1944, care a luptat în cele două războaie mondiale.
- Ioan Lupaș, istoric, om politic român, membru al  Academiei Române, deputat în mai multe legislaturi și ministru în Cabinetul Goga.
- Dr. Ing. Ioan Popa-Popoiu (n. 1920 la Fântânele - d. 2005 în Erlangen, Germania), doctor în economie, filantrop, a fost director economic la firma Siemens AG din orașul Erlangen.